# Isabelle Cornaro
Pour les articles homonymes, voir Cornaro.
Isabelle Cornaro, née le 19 mars 1974 à Aurillac, est une artiste contemporaine française. Elle pratique la vidéo, la sculpture, la peinture et la scénographie. Elle effectue ses installations dans lesquelles elle lie, peintures objets et images dans le monde entier.

## Biographie

### Jeunesse et formation
Isabelle Cornaro naît le 19 mars 1974 à Aurillac. Elle vit jusqu'à l'âge de six ans en Centrafrique puis à Paris.
Elle étudie le maniérisme à l’École du Louvre, où elle sort diplômée en histoire de l'art en 1997. Elle poursuit ses études l’École nationale supérieure des beaux-arts de Paris. Elle en sort diplômée en 2002. En 2001, elle est étudiante au Royal College of Art de Londres dans le cadre d'un échange universitaire.

### Inspiration artistique
Isabelle Cornaro explore le rapport entre l’objet et son image, l’original et sa copie.

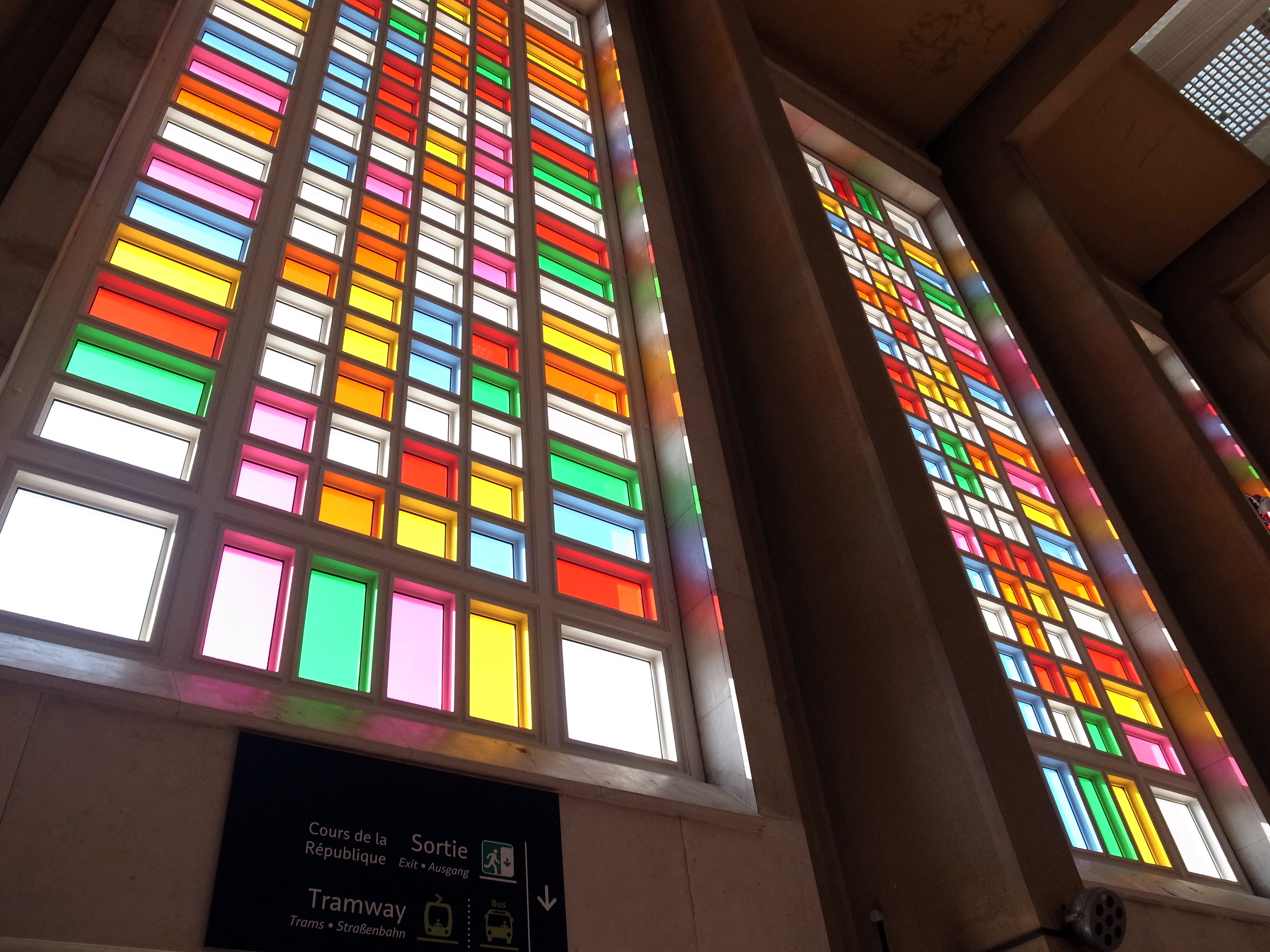
Coupes, d'Isabelle Cornaro, dans la gare du Havre, 2023.

Isabelle Cornaro présente cinq versions de Paysage avec poussin et témoins oculaires qu'elle réalise entre 2008 et 2012. Dans cette série, elle recompose  les volumes de tableaux de Nicolas Poussin. Elle transpose les paysages idéalisés en représentation abstraite. Elle fait référence à la technique du peintre. Il composait ses tableaux à l'aide de  boîtes dans lesquelles il positionnait paysage et figurines en cire. Ensuite, il utilisait une chambre noire percée d'un trou pour adopter le point de vue du spectateur.
Pour le Païpe, qu'elle présente au Palais de Tokyo en 2015, Isabelle Cornaro réalise une installation de peintures murales, sorte de monochromes produits à l’aide de sprays. L’artiste s'est inspirée cette fois des Meules de Claude Monet.
En 2018, le MRAC à Sérignan lui consacre une exposition présentant quinze années de création. En 2023, lors de l'édition d'un Été au Havre, elle poursuit sa réflexion sur l'original et la copie en s'inspirant de l'église Saint-Joseph pour métamorphoser les baies vitrées de la gare. En 2024, elle est artiste invitée à la Villa Médici.

### Pratique artistique
Isabelle Cornaro mêle des matériaux et des techniques très diverses, collages, moulages, peintures au spray, cheveux, bijoux fantaisie, carpettes, planches pour déconstruire la réalité en créations conceptuelles,. En 2019, avec Blue Spill, elle présente un projet dans lequel elle mêle ses pratiques filmiques et picturales. Elle poursuit cette exploration lors de son exposition au centre Pompidou en 202 où elle lie installations, peintures et images en mouvement.

## Expositions personnelles
- 2011 : Collège des Bernardins, Paris[11] ;
- 2013 : Kunsthalle de Berne[12],[13] ;
- 2015 : Le Païpe, Palais de Tokyo, Paris[14] ;
- 2015 : Témoins oculaires, Spike Island avec South London Gallery, Bristol[15] ;
- 2015 : Paysage avec poussin, South London Gallery, Londres[16] ;
- 2016 : Paysage IX, Fondation Hermès, Bruxelles[17] ;
- 2018 : Blue Spill, MRAC, Sérignan[18] ;
- 2021 : prix Marcel Duchamp, Centre Pompidou, Paris[19],[20] ;
- 2023 : Coupes, exposition Un été au Havre, gare du Havre[21] ;
- 2024 : Mother Laws Matter, Fondazione Giuliani, Rome[22].

## Prix et distinctions
- 2010 : prix de la Fondation d’entreprise Pernod Ricard, Paris[23]. L’œuvre Paysage avec Poussin et témoins oculaires (III) a été offerte par la Fondation au centre Pompidou[24].
- 2021: nomination au prix Marcel-Duchamp, Paris[19].

## Publications
- (fr + en) The Fascination with the Material and the Aversion to It, Lausanne, Scheidegger and Spiess/ SIK-ISEA, 2023.
- (en) This Morbid Roundrip from Subject to Object (a facsimilé), Los Angeles, LA><ART (ed.), 2014.
- (en) White Cube, Inside the White Cube Nr. 13 : Isabelle Cornaro, London, Honey Luard, 2012.

## Radio
- Arnaud Laporte, « Isabelle Cornaro : « Dans mon travail, il y a un acte de foi dans la puissance des images » », 55 min [audio], sur France Culture, Affaires culturelles, juin 2021 (consulté en février 2025)